# لميع (اسم)
لميع هو اسم علم مذكر من أصل عربي، ومعناه هو صيغة مبالغة من لامع، اللماع البراق الشديد الضياء.

## وصلات خارجية
- موسوعة السلطان قابوس لأسماء العرب نسخة محفوظة 5 أبريل 2019 على موقع واي باك مشين.